# VDI 2166
Die VDI 2166 ist eine Richtlinienreihe des Fachbereiches Technische Gebäudeausrüstung des Vereins Deutscher Ingenieure. Die in ihr enthaltenen VDI-Richtlinien sind in den Sprachen Deutsch und Englisch abgefasst. Die Richtlinien gelten als anerkannte Regeln der Technik. Im Schadensfall stützen sich Gutachter bei der Beurteilung der Haftung oft darauf, ob solche Richtlinien eingehalten wurden. Die Richtlinienreihe VDI 2166 trägt den Haupttitel „Planung elektrischer Anlagen in Gebäuden“ und dann zu den jeweiligen Einzelthemen einen Untertitel:
- Blatt 1 „Hinweise für das Energiecontrolling“
- Blatt 2 „Hinweise für die Elektromobilität“
- Blatt 3 „Hinweise für audiovisuelle Medientechnik“ (in Vorbereitung)

Die Richtlinien werden von Fachleuten in ehrenamtlicher Gemeinschaftsarbeit in einem transparenten Verfahren mit Öffentlichkeitsbeteiligung erstellt.